# هو ریچا
هو ریچا (انگلیسی: Hu Richa؛ زادهٔ ۳ ژانویهٔ ۱۹۶۳) کشتی‌گیر اهل چین بود. وی در بازی‌های المپیک تابستانی ۱۹۸۴ و ۱۹۸۸ شرکت کرده‌است.